# Bermuy (Puentes de García Rodríguez)
Bermuy (llamada oficialmente Santiago de Bermui) es una parroquia española del municipio de Puentes de García Rodríguez, en la provincia de La Coruña, Galicia.

## Entidades de población
Entidades de población que forman parte de la parroquia:
- Campo Verde (Campoverde)
- Carballo (O Carballo)
- Castro (O Castro)
- Currás (Os Currás)
- Graña (A Graña)
- Hermida (A Ermida)
- A Iglesia (Cabo da Igrexa)
- Mariñao (O Mariñao)
- Sesulfe
- Sobrevila
- Torre (A Torre)
- Tras do Feal
- O Cruceiro
- A Adega

## Despoblados
- Caxado (O Caxado)
- Cordal (O Cordal)
- Murazoso

## Demografía
| Gráfica de evolución demográfica de Bermuy entre 2000 y 2019 |
|                                                              |
| Datos según el nomenclátor publicado por el INE.             |